# Айвис-Истейтс (Флорида)
Айвис-Истейтс (англ. Ives Estates) — статистически обособленная местность, расположенная в округе Майами-Дейд (штат Флорида, США) с населением в 17 586 человек по статистическим данным переписи 2000 года.

## География
По данным Бюро переписи населения США статистически обособленная местность Айвис-Истейтс имеет общую площадь в 7,25 квадратного километра, из которых 6,73 кв. километра занимает земля и 0,52 кв. километра — вода. Площадь водных ресурсов округа составляет 7,17 % от всей его площади.
Статистически обособленная местность Айвис-Истейтс расположена на высоте 3 м над уровнем моря.

## Демография
По данным переписи населения 2000 года в Айвис-Истейтс проживало 17 586 человек, 4506 семей, насчитывалось 6923 домашних хозяйства и 7449 жилых домов. Средняя плотность населения составляла около 2425,66 человек на один квадратный километр. Расовый состав населённого пункта распределился следующим образом: 51,10 % белых, 35,11 % — чёрных или афроамериканцев, 0,17 % — коренных американцев, 4,63 % — азиатов, 0,05 % — выходцев с тихоокеанских островов, 5,17 % — представителей смешанных рас, 3,76 % — других народностей. Испаноговорящие составили 24,08 % от всех жителей статистически обособленной местности.
Из 6923 домашних хозяйства в 32,7 % воспитывали детей в возрасте до 18 лет, 40,8 % представляли собой совместно проживающие супружеские пары, в 19,2 % семей женщины проживали без мужей, 34,9 % не имели семей. 28,3 % от общего числа семей на момент переписи жили самостоятельно, при этом 9,1 % составили одинокие пожилые люди в возрасте 65 лет и старше. Средний размер домашнего хозяйства составил 2,54 человека, а средний размер семьи — 3,13 человека.
Население статистически обособленной местности по возрастному диапазону по данным переписи 2000 года распределилось следующим образом: 24,8 % — жители младше 18 лет, 8,6 % — между 18 и 24 годами, 33,6 % — от 25 до 44 лет, 20,6 % — от 45 до 64 лет и 12,4 % — в возрасте 65 лет и старше. Средний возраст жителей составил 35 лет. На каждые 100 женщин в Айвис-Истейтс приходилось 83,8 мужчин, при этом на каждые сто женщин 18 лет и старше приходилось 79,3 мужчин также старше 18 лет.
Средний доход на одно домашнее хозяйство статистически обособленной местности составил 40 717 долларов США, а средний доход на одну семью — 43 370 долларов. При этом мужчины имели средний доход в 29 512 долларов США в год против 27 544 доллара среднегодового дохода у женщин. Доход на душу населения статистически обособленной местности составил 40 717 долларов в год. 7,0 % от всего числа семей в населённом пункте и 8,6 % от всей численности населения находилось на момент переписи населения за чертой бедности, при этом 8,4 % из них были моложе 18 лет и 8,8 % — в возрасте 65 лет и старше.